# Steve Stone (hockey sur glace)
Steve George Stone (né le 26 septembre 1952 à Toronto, dans la province de l'Ontario au Canada) est un joueur professionnel canadien de hockey sur glace.

## Carrière en club
En 1970, il commence sa carrière avec les Flyers de Niagara Falls dans l'Association de hockey de l'Ontario. Il est choisi au cours du repêchage d'entrée 1972 dans la Ligue nationale de hockey par les Canucks de Vancouver en 9e ronde, en 131e position. Il passe professionnel avec les Canucks de Vancouver dans la Ligue nationale de hockey en 1973.

## Statistiques
| Saison     | Équipe                  | Ligue      |    | Saison régulière | Saison régulière | Saison régulière | Saison régulière | Saison régulière |   | Séries éliminatoires | Séries éliminatoires | Séries éliminatoires | Séries éliminatoires | Séries éliminatoires |
| Saison     | Équipe                  | Ligue      | PJ | B                | A                | Pts              | Pun              | PJ               | B | A                    | Pts                  | Pun                  |                      |                      |
| 1970-1971  | Flyers de Niagara Falls | AHO        | 57 | 18               | 35               | 53               | 36               | -                | - | -                    | -                    | -                    |                      |                      |
| 1971-1972  | Flyers de Niagara Falls | AHO        | 62 | 30               | 62               | 92               | 25               | -                | - | -                    | -                    | -                    |                      |                      |
| 1972-1973  | Capitols de Des Moines  | LIH        | 74 | 35               | 49               | 84               | 10               | 3                | 2 | 0                    | 2                    | 0                    |                      |                      |
| 1973-1974  | Totems de Seattle       | LHOu       | 77 | 23               | 32               | 55               | 28               | -                | - | -                    | -                    | -                    |                      |                      |
| 1973-1974  | Canucks de Vancouver    | LNH        | 2  | 0                | 0                | 0                | 0                | -                | - | -                    | -                    | -                    |                      |                      |
| 1974-1975  | Capitols de Des Moines  | LIH        | 72 | 12               | 14               | 26               | 67               | 7                | 1 | 1                    | 2                    | 2                    |                      |                      |
| 1975-1976  | Flags de Port Huron     | LIH        | 78 | 19               | 42               | 61               | 47               | 15               | 4 | 3                    | 7                    | 9                    |                      |                      |
| 1976-1977  | Flags de Port Huron     | LIH        | 2  | 0                | 1                | 1                | 0                | -                | - | -                    | -                    | -                    |                      |                      |
| Totaux LNH | Totaux LNH              | Totaux LNH | 2  | 0                | 0                | 0                | 0                | -                | - | -                    | -                    | -                    |                      |                      |